# Scott Brash
Scott Brash (Peebles, 23 novembre 1985) è un cavaliere britannico.
Ha vinto la medaglia d'oro olimpica nell'equitazione alle Olimpiadi 2012 tenutesi a Londra, nella gara di salto ostacoli a squadre.
A livello europeo ha vinto una medaglia d'oro nel 2013 nella gara a squadre di salto ostacoli e una medaglia di bronzo sempre nel 2013 nell'individuale.